# إسحق الكبير
إسحق الكبير (350م - ) ويعرف باسم القديس إسحق أو إسحق الأول في الكنيسة الأرمنية قديس عند أتباع الكنيسة القبطية الأرثوذكسية ولاهوتي وهو ابن الجاثليق (كاثوليكوث) نيرسيس الأول، من سلالة القديس غريغوريوس المستنير لذا يدعى «الإغريغوري».
ولد حوالي عام 350 م.، وبعد أن أتم دراسته في القسطنطينية تزوج. توفيت زوجته في وقت مبكر فصار راهبًا. 
ظهرت في عهده حركة نمو وإصلاح شامل، فازدهرت الحركة الرهبانية بسرعة وأنُشئت المدارس والمستشفيات، وأعيد بناء الكنائس التي هدمها الفرس. قام بصراع ضد الأفكار الفارسية الوثنية من جهة، وضد بعض الاتجاهات الكنسية من جهة أخرى.
عام 425 م. عزل الفارسيون إسحق عن كرسيه لمعرفتهم بميوله للكنيسة البيزنطية القسطنطينية، وبسبب الضغط الشعبي القوي قام الفارسيون بإعادته إلى كرسيه، وقد تنيح وهو في الثانية والتسعين من عمره تقريبًا. لم يحضر مجمع أفسس سنة 431 م بسبب كبر سنه.